# Poiana Mare, Dolj
Poiana Mare este satul de reședință al comunei cu același nume din județul Dolj, Oltenia, România.

## Așezarea geografică
Comuna Poiana Mare este situată în sud – vestul județului Dolj, pe malul stâng al Dunării, acolo unde fluviul creează cel mai mare meandru din tot cursul său. Localitatea face parte din marea unitate structurală, Câmpia Română, fiind așezată la contactul dintre Câmpia Băilești, în partea nordică și Lunca Dunării, în partea sudică.
În partea nordică, la 16 km distanță, Poiana Mare se învecinează cu comuna Maglavit, legate prin șoseaua asfaltată secundară Poiana Mare – Maglavit. În nord – vest, la 7 km distanță se află satul Golenți, legătura făcându-se pana in 2007 pe calea ferată secundară Poiana Mare – Golenți. În nord, nord – vest la 18 km distanță se află orașul Calafat. Legătura dintre cele două localități se face prin drumul național 55A, dar și prin nodul de calea ferată principală Calafat – Craiova. În partea de nord – vest, Poiana Mare se învecinează cu comuna Ciupercenii Noi. În partea sud – vestică, la 6 km distanță se află comuna Desa. Legătura dintre cele două comune se face prin șoseaua asfaltată Calafat – Smârdan – Ciupercenii Noi – Desa – Poiana Mare. În sud, la 14 km de vatra satului, Poiana Mare se învecinează cu fluviul Dunărea. În partea estică, la 8 km distanță, se află satul Piscul Vechi. Legătura dintre cele două comune se face prin șoseaua Calafat – Rast – Bechet.
Față de reședința județului Dolj, orașul Craiova, comuna Poiana Mare se află la 86 km distanță. Legătura dintre cele două localități se face prin șoseaua și calea ferată Calafat – Craiova.
Cele mai apropiate orașe sunt Calafat la 18 km distanță și Băilești la 30 km distanță.
Comuna Poiana Mare se desfășoară pe o lungime totală de 12 km, de-a lungul șoselei naționale Calafat – Bechet.
Ca număr de locuitori și întindere, Poiana Mare ocupă locul II pe țară. Comuna Poiana Mare cuprinde în componența sa trei sate: Poiana Mare, Tunarii Vechi și Tunarii Noi.
	Suprafața totală a comunei Poiana Mare este de 16839 ha, din care intravilanul deține 520 ha. Poiana Mare deține 226 ha, Tunarii Vechi 121 ha, iar Tunarii Noi 173 ha.     
	Din suprafața totală de 16839 ha, suprafața arabilă este de 8476 hectare.

## Relieful
Comuna Poiana Mare face parte, din punct de vedere geologic, din marea depresiune structurală care a apărut între Carpați și Balcani, în mezozoicul superior. În ultima parte a mezozoicului și neozoicului, pe fundul mării care acoperă această depresiune s-au depus materialele cărate de apele curgătoare care erodau zonele înălțate.
Poiana Mare se află în cuprinsul platformei Moesice, formată din două etaje:
1. etajul inferior, format din cristalin, aflat la adâncimi mari și depistat pe cale geofizică.
2.etajul superior, alcătuit din cuvertura sedimentară (calcare, argile, gresii, nisipuri și pietrișuri) așezată orizontal sau monoclinal, cu caracteristici de platformă.
Înclinarea dinspre nord și nord-vest spre sud și sud-vest al formațiunilor sedimentare situate peste fundamentul cristalin, în special cele neozoice, demonstrează faptul că provin din Munții Carpați. Depozitele sedimentare cele mai noi sunt cuaternare și se eșalonează pe fâșii cu direcții vest-nord-vest, est-sud-est, care se succed de la nord la sud, ca și formele de relief.
Depozitele nisipoase de dune și nisipuri lutoase de interdune ocupă suprafețe întinse în toată zona. În general, nisipul löessic apare sub forma de petice cuprinse in arealul depozitelor de dune nisipoase. Materialul löessic roșcat-lutos apare sub forma de petice mici pe terase. Nisipurile mobile și semimobile apar, în special, în lunca Dunării sub forma unor fâșii înguste și paralele.
În zona Calafat, depozitele aluviale se împart în:
-	depozite aluviale vechi
-	depozite aluviale noi.
Depozitele aluviale vechi sunt reprezentate prin nisipuri carbonate.
Depozitele aluviale noi sunt formate din aluviuni cu textură ușoară, nisipuri grosiere, aluviuni cu textură medie, etc.
Mulțimea dunelor nisipoase, care paralizează podul terasei, determină neregularitatea reliefului de pe teritoriul comunei Poiana Mare. Câmpia se caracterizează printr-o extensiune sporită a luncii, care este acoperită de nisipuri aflate în diferite forme și stadii de evoluție.
Între luncă și prima terasă este greu de făcut o delimitare din cauza diferenței mici de altitudine, a dezvoltării dunelor și a bălților de pe terasă. Grosimea stratului de dune scade de la vest la est, iar în apropierea locului de alimentare și formare, înălțimea dunelor depășește 10m.
În sectorul Calafat – Rast, relieful prezintă o slabă înclinare de la nord la sud și de la vest la est, lucru aproape neobservabil pe teren. Din loc în loc se întâlnesc movile atrofice, care sunt dune de nisip fixate de o vegetație lemnoasă, păduri de salcâm și plop, sau cultivate cu cereale și viță de vie.
Terasa “Ciuperceni” are cea mai largă extindere în zona Desa – Poiana Mare. Podul terasei “Ciuperceni” reprezintă un relief foarte variat cu șiruri de dune, ce închid între ele depresiuni înguste, adesea acoperite cu apă. În unele porțiune dunele se asociază, formând arii nisipoase compacte. Dunele de pe terasă sunt în majoritate fixate și se află într-un proces intens de solidificare.
În sudul comunei, spre Desa, se află o mare dună de nisip, numită de localnici “Măgura lui Chiot”. Denumirea provine de la semnalele pe care le dădeau localnici odată cu apariția vreunei primejdii. Această dună înaltă servea ca punct de observație în jur.
Localitatea se află situată la contactul dintre prima și cea de-a doua terasă a Dunării. În partea sudică a comunei, spre comuna Desa, se găsesc dune îngemănate, formate prin unirea a două dune la un loc. Aici, s-au descoperit pentru prima dată acest tip de dune în România.
Teritoriul comunei Poiana Mare se încadrează, din punct de vedere tectonic, într-o arie stabilă, ca tot teritoriul județului Dolj.

## Geomorfologia
Comuna Poiana Mare este situată în sud-vestul Câmpiei Olteniei.
Rolul cel mai important în modelarea reliefului l-a avut Dunărea, care a generat formele majore de relief.
Această zonă se încadrează, din punct de vedere morfologic, în următoarele forme de relief:
-Terasa inferioară
Această terasă apare la nord de Ciupercenii Noi și Ciupercenii Vechi, la nord de Smârdan, de Poiana Mare și Tunarii Vechi, la nord de Pisculeț și Seaca de Câmp. În zona Poiana Mare are o altitudine relativă de 14m.
- -Terasa joasă

- Lunca Dunării
°Acesta se prezintă sub forma unor șanțuri mai întinse acoperite cu bălți, mlaștini și dune.

## Geologia și litologia
Câmpia Olteniei face parte, din punct de vedere geologic din Depresiunea Getică. Aceasta s-a individualizat în timpul mișcărilor orogenice din perioada cretacică, odată cu scufundarea fundamentului care ține de cristalinul pânzei getice. Apa a cuprins regiunea, rămânând până la finele pliocenului.
În cuaternar zona cu ape a fost colmatată, uscatul luând forma continentală. Dunărea a început să-și formeze terasele. 
Vârsta biologică a teritoriului studiat se poate atribui halocenului superior. Depozitele halocenului superior sunt formate din:
- Depozitele aluvionare ale terasei inferioare.
Depozitele sunt formate din dune consolidate, iar grosimea lor în Poiana Mare este de 8m.
- Depozitele aluvionare ale terasei joase.
Depozitele sunt formate din dune consolidate și neconsolidate, iar grosimea lor în Poiana Mare este de 8m.
- Aluviunile luncii Dunării.
Acestea s-au separat în două nivele:
1. Inferior – format din aluviuni vechi pietrișuri și bolovănișuri, având diametrul de 5–10 cm.
2. Superior – format din aluviunile actuale ale Dunării, nisipuri fine pietroase.
Prin foraje s-a constatat că grosimea depozitelor de luncă este de: 6 m la Cetate, 12 m la Pisculeț, 15 m la Desa.
Din punct de vedere al genezei solurilor, depozitele de suprafață au o mare importanță. Acestea sunt în totalitate cuaternare și constituie roca mamă sau materialul parental. 
Relieful luncii se caracterizează prin alternarea gridurilor, cu bălți părăsite, precum și cu unele suprafețe plane rar inundate.
În Poiana Mare predomină löessul și depozitele löessoide, nisipurile, iar în luncă depozitele fluviale. Zonele cu largă răspândire a löessului au făcut să apară soluri specifice: cernoziomuri tipice și cele levigate.
Pe nisipuri, care sunt roci foarte permeabile și sărace s-au format soluri levigate, mai sărace în humus și substanțe hrănitoare. În zonele unde roca mamă o constituie löessul, au evoluat cernoziomurile tipice și cernoziomurile levigate. Unele cernoziomuiri au evoluat și pe nisipuri.

## Clima
Clima este semiumedă, cu ierni mai blânde decât în alte zone ale Olteniei. Influența centrului depresional mediteranean imprimă climatului o nuanță mai dulce. Această influență se reflectă și în regimul eolian. În timpul verii, vântul bate dinspre vest către sud-est, aducând mase de aer cald și uscate .
	În Poiana Mare se înregistrează cele mai mari temperaturi , atât vara cât și iarna. Temperatura medie anuală depășește 11C. Temperatura aerului are mers ascendent, din ianuarie (-1,5oC) până în luna iulie (23,4oC), când atinge maximum, apoi descrește treptat.  Iernile au puternic caracter instabil, datorită influențelor mediteraneene sudice, dar și estice. Datorită acestui lucru, se înregistrează decade foarte călduroase și decade foarte reci.
	Temperaturile ridicate din cursul verii sunt provocate de masele de aer cald și uscat care vin din vest. Uneori, se constată temperaturi foarte ridicate care dăunează culturilor agricole. 
	În anotimpul vara s-au înregistrat 5 decade foarte reci (6%), 20 decade reci (22%) și 40 decade călduțe (45%).
	În perioada de primăvară se înregistrează încălziri și răciri bruște, care afectează culturile, prin brumă și îngheț.
	Temperatura minimă absolută a fost de -29oC la 8 ianuarie 1947, iar temperatura maximă absolută a fost de +41,5oC pe 5 iulie 1916.
Primul îngheț se înregistrează pe 7 noiembrie, iar ultimul pe 31 martie. Durata medie a intervalului de zile fără îngheț este de 221 zile.
Variația umidității relative a aerului are valori medii lunare cuprinse între 57%, în august și 86%, în decembrie. În perioada mai-septembrie, umiditatea relativă este defavorabilă plantelor.
Asemănător valorilor umidității relative, valorile medii lunare ale nebulozității variază. Luna august are cel mai mare număr de zile senine (14-20 zile), și cel mai mic număr de zile acoperite (2-4 zile). Zilele senine reprezintă 22-35%, iar zilele acoperite 28-35%. În perioada iunie-octombrie, numărul zilelor senine este de 2-5 ori mai mare decât cele acoperite. Soarele strălucește, în medie, 2300-2600 ore anual.
În Câmpia Olteniei, amplitudinea anuală a oscilațiilor presiunilor atmosferice depășește 6,5 mb. Predomină tipul continental de variație anuală a presiunii atmosferice. În lunile august și septembrie se produc cele mai mari creșteri ale valorilor presiunii atmosferice. Valorile sunt cuprinse între 755 și 762 mm.
Întreg județul Dolj se caracterizează, din punct de vedere pluviometric, prin cantități medii anuale de precipitații relativ mici. Cantitatea medie înregistrată la stația Calafat, în perioada 1896-1988, este de  561 mm. În 1980, potrivit înregistrărilor făcute la Calafat, cantitatea totală de precipitații a fost de 607,3 mm, depășind media pe județ. Tot în 1980, s-a înregistrat cea mai mare cantitate lunară, de 160,2 mm.
În perioada 1896 – 1988, cantitatea medie anuală de precipitații în Poiana  Mare este de 510,5 mm. Cea mai mare cantitate de precipitații este de 429,5 mm, înregistrată în 1980. Studiind tabelul postului pluviometric Poiana Mare constatăm că maxima anuală de precipitații de 109,5 mm s-a înregistrat pe 1 octombrie 1981.
În ceea ce privește repartizarea precipitațiilor pe luni, se observă o creștere continuă din februarie până în iunie, urmează o scădere a acestora până la sfârșitul lunii septembrie, după care curba tinde să crească din nou. Acest maxim la începutul verii și un minim în iarnă, este caracteristic tipului de ploi de vară. În luna iunie 1940, s-au înregistrat cantități maxime de precipitații, de 1088 mm.
Cantitatea minimă de precipitații s-a înregistrat în 1948, când cantitatea pe întregul an a fost de 324 mm.
Deși în cursul lunilor de vară cade cea mai mare cantitate de precipitații, datorită caracterului lor de aversă, a evapo-transpirației care are valori foarte mari, apa nu se infiltrează integral în sol, o mare parte evaporându-se la suprafața solului.  
Din ultima decadă a lunii noiembrie până în prima decadă a lunii martie, se înregistrează ninsori. Zăpada este neuniformă ca grosime, datorită înghețurilor și vânturilor din nord și nord-est care bat cu intensitate mare în acest anotimp. În lunile decembrie-martie, grosimea medie a stratului de zăpadă este de 16,9 – 30,7 cm. Numărul mediu al zilelor în care se înregistrează ninsori este de 17 – 20, având caracter abundent.
În comuna Poiana Mare, indicele de ariditate calculat este de 26,08. Astfel, Poiana Mare se situează în plină zonă de silvostepă. Valorile indicelui de ariditate cresc de la 32,13 în noiembrie, la 61,69, în luna ianuarie, fapt ce se explică prin temperaturile scăzute din această perioadă. Valorile indicelui de ariditate sunt cuprinse între 26,98% - 25,22%, în  lunile de primăvară și începutul verii (martie – iunie). În lunile iulie, august,  septembrie, se instalează o perioadă secetoasă. Indicele de ariditate coboară, în această perioadă, sub valoarea 17.
Cele mai frecvente vânturi sunt: crivățul și austrul. Crivățul suflă din NE și N, având frecvența mai mare în timpul iernii, când se resimte influența anticiclonului siberian. Austrul bate din V și SV, tot timpul anului, cu intensitate mai mare, vara. Fiind un vânt cald și uscat, în lunile de vară, imprimă timpului un caracter secetos. Toamna și primăvara mai suflă un vânt umed, din direcția S-SE. Acesta provoacă sezoanele ploioase din aceste anotimpuri.
Frecvența maximă a vânturilor este din SE 20%, V 14,1%, NV 12.5%.
Viteza maximă a vântului este de 4 m/s din V, 3,8 m/s               din NV.
Vânturile care bat din nordul și sudul teritoriului au o intensitate mică. Vânturile din celelalte direcții sunt în parte deviate spre sud până în apropiere de luncă, unde dunele sunt orientate vest – est, ca și culoarul Dunării. Vânturile au imprimat direcție dunelor de nisip, care se întind pe distanțe de zeci de kilometri și care se succed de la nord spre sud, fiind despărțite de văi, uneori cu apă.
Primăvara, vânturile grăbesc topirea zăpezii, dar dacă se prelungesc în lunile următoare, provoacă o uscare a atmosferei, ceea ce determină secete prelungite. La sfârșitul lunii octombrie și începutul lui noiembrie, vânturile au o frecvență mai mare.
Zona Calafat se caracterizează printr-un climat temperat cu o slabă nuanță mediteraneană, semiumed, cu ierni nu prea aspre, cu veri lungi și călduroase.

## Hidrografia
Fluviul Dunărea, care curge prin partea de sud a comunei, la o distanță de 14 km, are o mare influență asupra apelor freatice din luncă. Între Calafat și Rast se află un sector foarte complex, sub aspectul inundării suprafețelor dintre Dunăre. În afară de suprafețele inundate direct, superficial, de apele Dunării, multe depresiuni dintre dune sunt ocupate, primăvara, de ape prin infiltrații, ca urmare a ridicării nivelului hidrostatic.
Aspectul general al reliefului, condițiile litologice precum și diversificarea solurilor favorizează o infiltrare rapidă a precipitațiilor, determinând o diminuare a scurgerii de suprafață în favoarea celei subterane. 
S-a format o adevărată rețea de bălți, în apropierea Dunării: Balta Carașului, Balta Linului, Balta Coceanului, Balta Bagioaica, Balta Lungă, Balta Brăniștori, Balta Râiosul.
Lacuri alimentate îndeosebi din ploi și ape subterane s-au format pe teritoriu comunei, datorită prezenței dunelor. Nivelul lacurilor scade atunci când nivelul apei freatice coboară și cantitatea de ploi este redusă.
În sudul comunei, între Poiana Mare și Desa, se constată asemenea depresiuni situate între dunele de nisip. Ele urmăresc direcția generală a dunelor din zonă. În timpul verii, din cauza lipsei de apă, suprafețele respective nu pot fi folosite util.
```
Lacurile dintre dune, având suprafețe și volum mic, fiind înconjurate de nisipuri ce se încălzesc vara repede, au temperaturi mai ridicate, ceea ce favorizează o evaporație mai mare. În cadrul acestui teritoriu se găsesc importante resurse de apă, cantonate în orizonturile freatice ale depozitelor de lunci și terase, care sunt exploatate din puțuri. Grosimea orizontului freatic variază în funcție de cea a depozitului de aluviuni în care este cantonat. El atinge 5–18 m.
```

În zona Calafat-Poiana Mare, întreruperile apelor freatice sunt puse în evidență de apariția izvoarelor, care se găsesc la baza teraselor. 
Apele de inundație, îndeosebi cele din luncă și prima terasă, și precipitațiile atmosferice alimentează apele freatice.
Datorită adâncimii mici a lacurilor, a vitezei mari a vântului de 5–6 m/s, se reușește deranjarea gradienților termici pe întreaga verticală, realizându-se o homotermie și o stratificare termică inversă, cu mici diferențieri, de scurtă durată și al valori absolute ridicate ale temperaturii apei .
Lacurile din comună, care sunt alimentate de Dunăre prin inundații sau infiltrații, au o concentrație de săruri apropiată de aceea a Dunării. Lacurile, care se alimentează numai din scurgerea superficială au o concentrație de săruri foarte ridicată. Cantitatea de carbonați din aceste lacuri este atât de mare încât în timpul verii prin evaporarea apei, depresiunea rămâne acoperită cu o crustă albă de carbonați. În Balta Neagră, situată între Desa și Poiana Mare, cantitatea de ioni bicarbonici a fost de 12018,97 mg/l în luna septembrie 1962. Acest lucru dovedește că apa nu poate fi folosită pentru fertilizarea terenurilor, iar suprafețele ocupate de aceste lacuri nu se pot utiliza. În orizontul freatic din arealul localităților Poiana Mare, Tunarii Vechi, unde concentrația de săruri ajunge la 2500 mg/l, apele nu sunt potabile.
Stația Hidrometrică pentru ape subterane care se află la Poiana Mare, a realizat foraje până la 50 m. Apa recoltată din forajul hidrologic Poiana Mare - Nord nu este nocivă asupra solului și poate fi folosită la irigații. S-a constatat că în partea de nord a comunei, folosirea sistemului de irigații a dus la ridicarea pânzei freatice.
Creșterea rapidă a potențialului industrial și extinderea culturilor irigate, sporirea populației și modernizarea economiei naționale și locale nu se poate realiza fără asigurarea unor cantități tot mai mari de apă.

## Vegetația
Oltenia este o zonă de silvostepă. Vegetația arboricolă este reprezentată de Stejarul pufos (Quercus pubescens), Stejarul brumăriu sau ganțoiu (Quercus pendunculiflora), gârnița (Quercus frainetta).
În comuna Poiana Mare, vegetația arboricolă este reprezentată de resturile unor păduri de stejar, care acopereau suprafețe întinse, dar care au dispărut, lăsând locul culturilor agricole. Se întâlnesc exemplare rare de porumbar (Prunus spinose), stejarul pufos, ulm, grupate în pâlcuri, ce au fost declarate monumente ale naturii (Pădurea Ciurumela - de la Tunarii Vechi).
În cadrul zonei de silvostepă se întâlnește și o vegetație intrazonală determinată de factori edafici specifici, reprezentată prin vegetația nisipurilor, vegetația de luncă, vegetația de mlaștină și vegetația de pe terasă.
Vegetația nisipurilor
Între Calafat și Piscu Vechi întâlnim o vegetație specifică formată din: troscot (Polygonum arenarium), pătlagina (Plantago indica), cinci degete (Potentil arenaria), toporași (Violo odorata). Pe aceste, nisipuri s-a întâlnit stejarul brumăriu. Pe nisipurile mobile și prin culturile de porumb și bostănoase se găsesc fitocenoze de Molugo cerviana, iar prin plantațiile de salcâm sunt fitocenoze de toporași (Viola Kitaibeliana), obsigă (Broms  tectorum). 
În pădurile de salcâm se întâlnesc fitcenoze de firuță (Poa bulbosa). Vara și toamna apar fitcenoze de meișor (Digitaria sanquinalis), pir gros (Cynodon dactylon), troscot (Polygonum arenarium). Pe interdune apar fitcenoze de pipirig (Holoschaemus vulgaris).
	Vegetația de luncă
	Vegetația de luncă, din această zonă, este dominată de: gârnița (Quercus robur), jugastru (Acer campetre), arțar tătăresc (Acer tataricum), măr pădureț (Malus silvestrus), călin (Viburnum lantana), ulm (Ulmus foliacea), sânger (Cornus sanquinea).
	Primăvara timpuriu înfloresc următoarele specii de plante: grâușor (Ficaria verna), cutcurig (Helleborus odorus), păștițe (Anemone ranunculoides), ghiocei (Galanthus Nivalis), toporași (Viola odorata), coada vulpii (Alopecurus Pratensis), firuța (Poa silvicola) și păiușul (Festuca prtensis). Acestea alcătuiesc fânețele de luncă.
	Pirul gros (Cynodon dactylon) domină pășunile de luncă, aflate   într-un grad înalt de degradare.
	Vegetația bălților
	Este dominată de fitocenozele de stuf (Phragmites communis), papură cu frunza îngusta de până la 1 cm. (Typha angustifolia), papură cu frunza îngustă de 1–2 cm. (Typha latifolia), mana de apă (Glyceria maxima).
	Pe unele bălți se află o vegetație lemnoasă de arin negru (Alnus glutinosa).
	Suprafețe importante din oglinda apei sunt ocupate de peștișoară (Salvinia natans), lintiță (Lemna minor), nufăr galben (Nuphaer luteum), plutică (Nymphoi des peltata).
Vegetația teraselor
	Vegetația teraselor este dominată de unele plantații și pâlcuri de salcâm.
	Vegetația ierboasă este formată din buruienile: mohor (Setaria viridis), mac roșu (Papave rhoeas), troscot comun (Polygonum aviculare), măzăriche (Vicia striată).

## Fauna
Fauna are un rol mare în formarea solurilor, intervenind direct în evoluția lor. Această zonă se caracterizează prin condiții fizico-geografo-biologice variate, având bioceneza cu rol mare în procesele de pedogeneză.
Pe sol și în sol trăiesc animale nevertebrate (viermi, insecte, larve, cochilii), animale vertebrate, rozătoare în special: șoarecele de pământ (Microtus agrestis), șoarecele de câmp (Microtus arvalis), cârtița (Talpa europea), popândăul (Otellus citellus), iepurele de câmp (Lepus europaeus).
Animalele cel mai des întâlnite sunt: hârciogul (Cricetus cricetus), vulpea (Vulpes vulpes), lupul (canus lupus).
Dintre cele mai întâlnite păsări amintim: grangurul (Oridus oridus), coțofana (Picapica), potârnichia (Cortunix), barza (Ciconium ciconium), pupăza (Upupa epops), guguștiucul (Strepthopelia decaocto), bufnița (Bubo bubo), cucu (Cuculus conorus), vrabia (Paser domesticus), cioara de semănătură (Corvus frugileus).
Dintre păsările de baltă se întâlnesc: gâsca sălbatică (Anser anser), rața sălbatică (Anas platyrhynca), lișița (Fulica atra).
Numeroasele bălți, de pe teritoriul comunei, sunt populate de pești cum sunt: crapul, carasul, plătica, roșioara, linul.
Pădurile de salcâm au fost populate cu căprioare, fazani și porci mistreți. În punctul Dracila se află 400 de fazani și 150 de căprioare.
9. Solurile
	Învelișul de sol e rezultatul interacțiunii complexe și continue a tuturor factorilor pedo-geografici. Natura și intensitatea cu care se manifestă fiecare dintre acestea duc la formarea unor soluri variate.
	Stratul litologic pe care au evoluat solurile îl reprezintă depozitele de suprafață. Caracterele produsului de alterare au depins, în mare măsură, de natura mineralelor primare a căror compoziție a determinat însușirile fizice, chimice și hidro-fizice ale solurilor.
	Solurile au evoluat pe roci constituite din: nisipuri, löess și material löessoid, depozite fluviale.
	Condițiile litologice au favorizat scurgerea și infiltrarea rapidă a precipitațiilor.
În comuna Poiana Mare s-au identificat următoarele soluri:
-	cernoziomuri tipice și cernoziomuri levigate,
-	psamosoluri,
-	lăcăviști,
-	solonețuri,
-	soluri aluviale.
Cernoziomurile tipice și cernoziomurile levigate.
Aceste soluri au evoluat pe terasa joasă a Dunării și pe suprafețele plane ale terasei. Însă unele soluri au fost identificate pe interdune și pe unele zone cu dune puternic aplatizate. Roca mama o constituie, în majoritatea cazurilor, löessul, însă pe anumite zone materialul parantal îl constituie pământurile.
Însușirile chimice, completate cu cele fizice și hidrofizice bune și foarte bune, fac din aceste soluri cele mai fertile din toată zona studiată.
Fertilitatea reală a acestor soluri este limitată de regimul de precipitații. Cantitatea relativ mică de precipitații și evapotranspirația mare face ca rezerva de apă să nu satisfacă nevoia de apă a plantelor pe toată perioada de vegetație.
Rezolvarea acestui neajuns s-a făcut prin amenajarea unui sistem de irigații.
Aceste soluri fac parte din clasa I de calitate, fertilitatea naturală fiind foarte ridicată. Sunt soluri care se lucrează ușor, raportul dintre aerul si apa din sol fiind optim.
	Psamosolurile.   
Aceste soluri au evoluat pe terasa joasă a Dunării.
Relieful minor, care predomină pe podul terasei, este constituit din dune și interdune remaniate eolian. Nisipurile aduse și sedimentate de Dunăre constituie materialul parantal.
Apa freatică se află, în interdune, la adâncimi relativi mici (1 – 3m), uneori chiar mai mici (0,75 – 1m).
	Lacoviștile.
Aceste soluri au evoluat pe zonele joase și foarte joase ale terasei inferioare și luncii.
Apa freatică conține săruri, care au influențat profilul acestor soluri producând fenomene de solonetizare slabă în adâncime.
Excesul de umiditate freatică limitează utilizarea lăcoviștilor ca terenuri agricole. Ele se folosesc ca pășuni. După aplicarea măsurilor hidroameliorative se pot folosi pentru cultura porumbului, cerealelor de toamnă, plantelor furajere. Lucrările de ameliorare trebuie să urmărească coborârea nivelului freatic, iar prin lucrările de nivelare, nu trebuie aduse straturi de sol din orizonturile inferioare fiind solonetizate.
	Solonețurile.
	Aceste soluri ocupă o suprafață mică în terasa joasă, pe o interdună. Apa freatică este puternic mineralizată aflându-se la adâncimea 0,5 – 1,0m. Datorită conținutului mare de natriu schimbabil, a reacției puternic alcaline, fertilitatea este foarte scăzută. Ameliorarea lor este obligatorie pentru a le putea îmbogăți calitățile nefavorabile, pentru toate culturile agricole.
		Solurile aluviale.
Relieful minor, pe care au evoluat aceste soluri, îl constituie lunca, zonă supusă frecvent inundațiilor.
În comuna Poiana Mare, solurile aluviale au fertilitate naturală slabă datorită excesului de umiditate freatică și a prezenței puternicelor fenomene de gleizare. Lucrări de hidromelizare sunt necesare pentru corectarea acestor fenomene de degradare.
Comuna Poiana Mare are un puternic potențial agricol, determinat de capacitatea de producție a cernoziomurilor tipice și cernoziomurile levigate .
Fenomenul de deflație eoliană a luat proporții, în a doua jumătate a secolului trecut. Acest fapt a determinat împădurirea masivă cu salcâm a nisipurilor.
Studiind condițiile fizico-geografice Poiana Mare, tragem concluzia că aceasta dispune de condiții optime de viață și muncă pentru om.